# Слободкин, Юрий Максимович
Юрий Максимович Слободкин (7 ноября 1939, Смоленская область — 9 июля 2014) — народный депутат России, председатель Солнечногорского городского народного суда, кандидат юридических наук, доцент. Адвокат в деле КПСС 1992 г. в Конституционном суде РФ. Отрицает виновность СССР в катынском расстреле, и ставит под сомнение подлинность соответствующих документов, представленных стороной обвинения в Конституционный суд.

## Биография
Родился 7 ноября 1939 г.
В 1965 г. закончил Свердловский юридический институт.
В декабре 1965 г. был избран народным судьёй в г. Солнечногорск, Московская область. В 1976 г. стал председателем этого суда.
В 1972 г. защитил кандидатскую диссертацию (Всесоюзный юридический заочный институт). С 1983 г. — доцент.
С декабря 1989 г. — Квалификационная коллегия судей Московской области, избран её председателем.
В 1990—1993 гг. — народный депутат России. Входил во фракцию «Коммунисты России», а также Конституционную комиссию Съезда народных депутатов.
С ноября 1991 г. — член РКРП.
Научная деятельность: вопросы уголовного права, конституционного права, уголовно-исполнительного права. Читает курсы «конституционное право Российской Федерации» и «конституционное право зарубежных стран» в МИЭТ.
Адвокат по «делу КПСС» в Конституционном суде. Отрицатель подлинности представленных документов по катынскому расстрелу. В статье «Катынь. Как и почему гитлеровцы расстреляли польских офицеров» (в 2005 г.) утверждал:

Гнусная фальсификация «катынского дела», осуществляемая нынешним режимом РФ, указывает на величайшую опасность, нависшую над нашей страной и нашим народом. Такие «камни» в прошлое СССР-России бросают с далеко идущими целями. К сожалению, многие из нас этой опасности в достаточной мере не сознают и продолжают верить правителям, давно нас предавшим.

В фильме Ю. Мухина «Катынская подлость» (3 часть) утверждал, что при рассмотрения дела КПСС обнаружил «вопиющие несуразности» в написанной от руки записке Шелепина. Утверждал, что в «записке Лаврентия Павловича Берии» и «выписке из заседания Политбюро», касающихся расстрела польских граждан, стоит одна и та же дата — 5 марта 1940 г., чего, по его мнению, технически быть не могло, и между ними должен был быть промежуток в 5-6 дней. По поводу исчезновения даты 5 марта из опубликованных позднее копий «записки Берии» утверждал, что осенью 2002 г. написал письмо М. В. Баглаю с просьбой повторно рассмотреть стенограмму заседания Конституционного суда, и убедился, что дата 5 марта там неоднократно обсуждается. По этому поводу утверждал:

Достаточно одной этой подделки, — для меня, как для юриста, — чтобы сказать, что все, что пытаются вменить политическому руководству Советского Союза и обвинить нас, Советский Союз и Россию, в расстреле польских офицеров, является злостной фальшивкой.

Попал в список лиц, на которых не распространяется действие Указа Президента Российской Федерации от 23 сентября 1993 года № 1435 "О социальных гарантиях для народных депутатов Российской Федерации созыва 1990—1995 годов.
Женат, имеет троих детей.
Умер 9 июля 2014 года.